# Zöldkoronás pitta
A zöldkoronás pitta (Pitta elliotii) a madarak osztályának verébalakúak (Passeriformes)  rendjébe és a pittafélék (Pittidae) családjába tartozó faj.
A magyar név forrással nincs megerősítve.

## Előfordulása
Ázsiában, Laosz, Kambodzsa, Thaiföld és Vietnám területén honos. Trópusi erdők lakója.